# Inakari
Inakari is een voormalig Fins eiland, dat gelegen is in het noorden van de Botnische Golf. Inakari was bij het vredesverdrag in 1809 nog een zelfstandig eiland. De grens met Zweden werd toen bepaald tussen het Zweedse Kataja en Inakari, dat toen eigendom van Rusland was. Na die tijd groeiden de eilanden samen door de postglaciale opheffing, en zodoende kwam de grens op het land te liggen.